# Garas Márton
Garas Márton, született Gänsler (Újvidék, 1885. május 18. – Budapest, 1930. június 26.) színész, színházi rendező, filmrendező, a magyar némafilmgyártás hőskorának kimagasló alakja.

## Életpályája
Gänsler Simon (1833–1905) és Reitzer Matild (1846–1903) fia. 1906-ban végezte a színiakadémiát, 1907-től már a Magyar Színházban játszott. 1911-ben Berlinbe utazott Illés Jenőhöz, aki mestere lett, ugyanakkor Max Reinhardt berlini társulatánál játszott. 1912-ben Budapesten az Új Színpad tagja volt. 1915-ben Janovics Jenő kolozsvári filmstúdiójához szerződött. 1916–1921 között Budapesten az Astra, az Uher, a Hungária és a Corvin filmgyárban rendezett. 1921-től Németországba költözött, majd ottani tartózkodását 1924-ben megszakította, és Budapesten „A papának igaza volt” című vígjátékot rendezte a Belvárosi Színházban.
1915–1921 között mintegy 35 némafilmet rendezett. Előszeretettel vitt filmre irodalmi alkotásokat. Berlini működéséből Columbus (1926–1927) című filmje volt kiemelkedő.

## Színpadi szerepei
- Henrik Ibsen: A vadkacsa – Egdal
- Földes Imre: A császár katonái – Zoltán
- Edmond Rostand: A sasfiók – Metternich

## Színpadi rendezései
- Tolsztoj–Nozière–Savoir: A Kreutzer-szonáta (1924)
- Sacha Guitry: A papának igaza volt (1924)

## Filmjei
| - Tetemrehívás (1915) - A kormányzó (1915) - Éjféli találkozás (1915) - A Börzekirály (1915) - Cox és Box (1915) - Havasi Magdolna (1915) - Jó éjt Muki! (1915) - Az elítélt (1916) - Elnémult harangok (1916) - Hófehérke (1916) - Vergődő szívek (1916) - A szerencse fia (1917) - A gyanú (1917) - Három hét (1917) - A hieroglifák titka (1917) - Küzdelem a múlttal (1917) - A papagáj (1917–1918) - A 100.000 koronás ruha (1918) - Anna Karenina (1918) - A szerető (1918) | - Barbárok (1918) - Féltestvérek (1918) - Nőstényfarkas (1918) - A táncosnő (1918) - A gyufa (1918) - Twist Oliver (1919) - Kutató Sámuel (1919) - Sapphó (1919) - A lélekidomár (1919) - A legnagyobb bűn (1919) - Névtelen vár (1920) - Sárga árnyék (1920) - Little fox (1920) - New York expressz-kábel (1921) - A keresztes vitézek (1921) - Farsangi mámor (1921) - Hétszáz éves szerelem (1921) - Die lebende Mumie (1922) - Christoph Columbus (1923) |